# In the Cut
In the Cut ist eine 2003 entstandene Literaturverfilmung des gleichnamigen erotischen Thrillers von Susanna Moore.

## Handlung
Die Englischlehrerin Frannie lebt in New York City ein sehr leidenschaftloses Leben. Ihre Sozialkontakte beschränken sich auf ihre Halbschwester Pauline und gelegentliche soziale Treffen mit ihren Studenten. Bei einem solchen beobachtet sie im Toilettenbereich einer Bar eine Frau, die einen Mann oral befriedigt. Dabei fällt ihr am Handgelenk des Mannes eine Tätowierung auf, sonst kann sie ihn nicht erkennen. Wenig später wird eine Frauenleiche vor ihrem Haus entdeckt. Bald stellt sich heraus, dass es das von Frannie beobachtete Mädchen ist, das vermutlich einem Serienmörder zum Opfer gefallen ist. So lernt sie den Detective Giovanni Malloy kennen, der den Fall untersucht. Auch er hat ein solches Tattoo wie der Mann in der Bar, Frannie sagt ihm aber nichts davon, dass sie ihn schon zu kennen glaubt.
Frannie und Malloy gehen eine Beziehung ein. Beziehungen sind generell ein großes Thema im Film: mit ihrer Halbschwester bespricht Frannie die Ehen ihres gemeinsamen Vaters, Pauline sehnt sich nach einem unerreichbaren Mann, einem Arzt, den sie stalkt, was ihr Probleme mit der Justiz einträgt. Auch Frannie hat einen Stalker, ihren Ex-Freund John Graham, von dem sie sich nicht lösen kann und der sie emotional erpresst, wenn sie es versucht. Immer wieder taucht auch als Motiv die Verlobung von Frannies und Paulines Vater mit Frannies Mutter beim Eislaufen auf.
Eines Abends wird Frannie auf der Straße angegriffen, sie kann jedoch den Angreifer kaum sehen. Etwas später wird eine weitere Frau ermordet und kurz darauf Frannies Halbschwester Pauline, die vom Mörder enthauptet wird. Frannie verdächtigt ihren Liebhaber, in dessen Jacke sie, neben einer Waffe, ein während des Angriffs verlorenes Schmuckstück findet. Malloy behauptet, er habe nach dem Angriff die Straße abgesucht und das Stück gefunden, er bestreitet außerdem, der Mann gewesen zu sein, der in der Bar vom ersten Mordopfer den Blowjob bekommen hat, doch Frannie flieht aus der Wohnung. Malloy kann ihr nicht folgen, da sie ihn im Laufe eines Liebesspiels mit Handschellen an eine Stange gefesselt hat.
Auf der Straße trifft Frannie Malloys Partner Rodriguez, der sie zu seinem Refugium, einem Leuchtturm bringt. Als sie auch an seinem Handgelenk die Tätowierung aus der Bar sieht, erkennt Frannie, dass er der Serienmörder ist. Rodriguez erklärt ihr, dass Malloy und er sich nach ihrem ersten gemeinsam aufgeklärten großen Fall das Tattoo stechen ließen. Er zwingt sie, mit ihm zu tanzen, und macht ihr einen Heiratsantrag, was der letzte Puzzlestein ist, da alle seine Opfer einen Verlobungsring trugen, ohne dass jemand in ihrer Umgebung von einer Verlobung wusste. Sie schießt auf ihn, beide fallen zu Boden, und mit einem weiteren Schuss tötet sie ihn. Mit Blut bespritzt kehrt sie in ihre Wohnung zurück, wo Malloy auf sie gezwungenermaßen wartet, wie sie ihn verlassen hat, und fällt in seine Arme.

## Kritiken
- Film-Dienst: „Facetten- und anspielungsreich gestalteter Thriller, der die ganz dem Krimigenre verhaftete Romanvorlage zu einer ungewöhnlich komplexen Studie voller Reflexionen und Inszenierungen sexueller Motive und Begegnungen ausweitet.“
- Tages-Anzeiger vom 4. Februar 2004: „Wie Campion weibliches Begehren zwischen Liebessehnsucht und Hunger nach Sex, zwischen romantischem Traum und kalter Realität umsetzt, das ist herausragendes Kino. Die Wucht des Thrillers, der gegenüber der literarischen Vorlage insgesamt weniger schmuddelig, schlampig und pornografisch daherkommt (und das Genrestück stattdessen verdichtet und um poetische Momente bereichert), beruht sowohl auf einer aussergewöhnlichen Besetzung wie auf einer ausgeklügelten Spannungsdramaturgie.“

## Auszeichnungen
Dion Beebe gewann 2004 den Golden Tripod der Australian Cinematographers Society und wurde 2003 für den Goldenen Frosch des polnischen Festivals Camerimage nominiert. Jane Campion wurde 2003 für die Goldene Ähre der Semana Internacional de Cine de Valladolid nominiert.

## Sonstiges
Für die Rolle der Frannie Avery war ursprünglich Nicole Kidman vorgesehen. Stattdessen zeichnete sie als Produzentin verantwortlich.